# Метчик
Метчи́к — инструмент для нарезания внутренних резьб, представляет собой винт с прорезанными прямыми или винтовыми стружечными канавками, образующими режущие кромки. Существуют также и бесстружечные метчики (называются накатниками или раскатниками), с помощью которых внутреннюю резьбу не нарезают, а накатывают, то есть подвергают материал холодной пластической деформации, а не резанию. За счёт наклёпа и уплотнения внутренняя резьба, накатанная с помощью раскатника, более прочная, чем нарезанная с помощью обычного метчика.
На каждый метчик номинально рассчитывается количество резьб, которые он должен обработать до износа и последующей поломки. Учитывается метод обработки и соответствие обрабатываемого материала.

## История
Одно из первых упоминаний метчика связано с британским инженером-механиком и изобретателем Генри Модсли. В конце XVIII — начале XIX века Модсли первым стандартизировал процесс изготовления резьбы и выпустил наборы специальных метчиков и плашек, благодаря которым любой болт стал подходить к любой гайке того же размера, что и он сам. В России образцы таких метчиков были представлены в сантехническом каталоге, выпущенном в дореволюционной Москве Торгово-промышленным товариществом «Василий Осипович Красавин с Братьями» (1899 год).

## Нарезание резьбы
Метчик хвостовой частью крепится в вороток, рабочей частью вводится в отверстие, в котором при проворачивании воротка возвратно-поступательными движениями нарезается резьба. Рабочая часть метчика имеет режущую и калибрующую части. Задняя поверхность рабочей части для исключения трения её об обрабатываемую деталь выполняется затылованной (некруглой). Профиль резьбы метчика должен соответствовать профилю нарезаемой резьбы.
При нарезании резьб в твёрдых материалах часто используют комплекты из двух или трёх метчиков (чернового, среднего и чистового), отличающихся размерами и точностью профиля; на вязких материалах (к примеру, титановых сплавах) используются комплекты до пяти метчиков. Для выполнения большинства бытовых слесарных работ достаточно набора двух метчиков, именно такие комплекты метчиков поступают в розничную торговлю.
Различают метчики для глухих и сквозных отверстий.
Метчики изготавливаются из твёрдого сплава либо из быстрорежущей стали.
Метчики могут использоваться на токарных и сверлильных станках и обрабатывающих центрах (машинные метчики), а также для нарезания резьб вручную. Машинный метчик отличается от ручного формой заходной части. При использовании метчика на станках его закрепляют в специальном патроне (патрон с осевой компенсацией) либо обычном цанговом патроне со специальной цангой для метчиков. Также в последнее время в качестве альтернативы патронам с осевой компенсацией стали применяться цанги с компенсацией, которые можно использовать на обычном цанговом патроне.
| Резьба, мм | Резьба, мм | Сверло ⌀ (рекомендуемый) | Сверло ⌀ (рекомендуемый) |
| М          | шаг        | мм                       | дюйм                     |
| ---------- | ---------- | ------------------------ | ------------------------ |
| 2          | 0,4        | 1,6                      |                          |
| 2,5        | 0,45       | 2,05                     |                          |
| 3          | 0,5        | 2,5                      | —                        |
| 4          | 0,7        | 3,3                      | —                        |
| 5          | 0,8        | 4,2                      | —                        |
| 6          | 1,0        | 5,0                      | —                        |
| 7          | 1,0        | 6,0                      | 15/64                    |
| 8          | 1,25       | 6,8                      | 17/64                    |
| 8          | 1,0        | 7,0                      | —                        |
| 10         | 1,5        | 8,5                      | —                        |
| 10         | 1,25       | 8,8                      | 11/32                    |
| 10         | 1,0        | 9,0                      | —                        |
| 12         | 1,75       | 10,3                     | —                        |
| 12         | 1,5        | 10,5                     | 27/64                    |
| 14         | 2,0        | 12,0                     | —                        |
| 14         | 1,5        | 12,5                     | 1/2                      |
| 16         | 2,0        | 14,0                     | 35/64                    |
| 16         | 1,5        | 14,5                     | —                        |

Для получения внутренних резьб пластическим деформированием (накатыванием) применяют бесстружечные метчики (раскатники). Их основным отличием от режущих метчиков является отсутствие стружечных канавок. Преимущество раскатников в высокой жесткости и стойкости по сравнению с метчиками. Но у них есть ограничения там, где не допускается образование канавки.
Существуют также гаечные метчики, используемые для изготовления гаек. Такой метчик имеет более длинные хвостовик и заходную (калибрующую) режущую часть.
При нарезании резьбы метчик предварительно смазывают консистентной смазкой, например, солидолом. Периодически проворачивают метчик в обратную сторону, чтобы обломить образовавшуюся стружку. Если использовать метчик не по порядку номера (например, чистовой вместо чернового), то его можно легко сломать.
Диаметры отверстий под резьбу приведены в таблице. Ориентировочно можно считать, что диаметр отверстия под резьбу равен разнице номинального диаметра резьбы и её шага.